# 1140 в Україні

## Події
- Заснування чернігівськими князями Ольговичами Кирилівського монастиря під Києвом, будівництво Кирилівської церкви.